# Памятник «Уничтожившим гитлеризм»

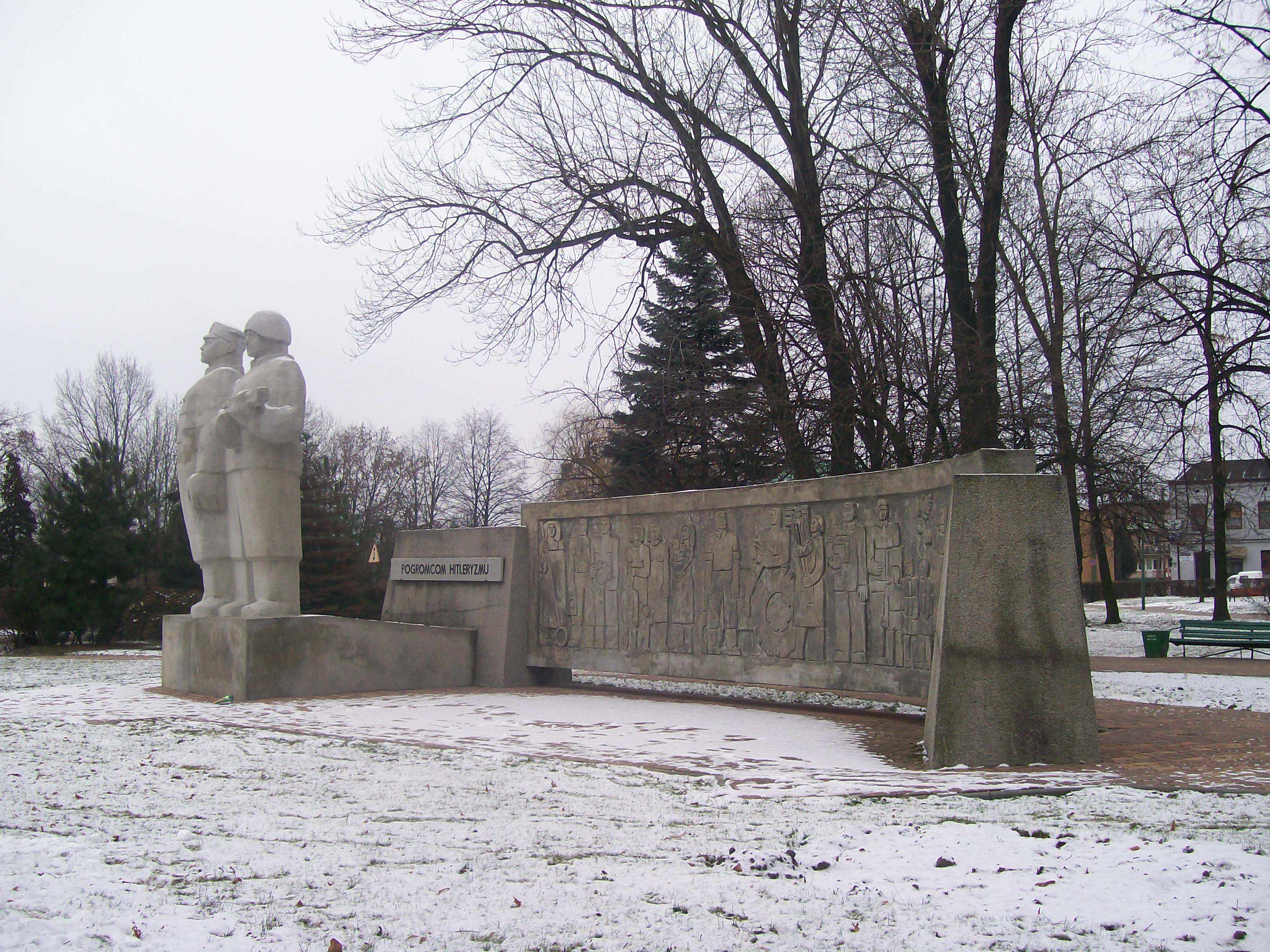
Памятник «Уничтожившим гитлеризм»

Памятник «Уничтожившим гитлеризм» (пол. Pomnik "Pogromcom hitleryzmu") — памятник, сооружëнный в память о павших в сражениях II мировой войны воинах Советской Армии и Войска Польского в г. Велюнь, Лодзинского воеводства Польши.
Расположен в городском парке им. Жирки по ул. Казимира Великого.
Первоначально назывался — «Братство по оружию».
Открытие памятника в честь воинов Советской Армии и Войска Польского, совместно сражавшихся с фашистскими войсками в 1944—1945 при освобождении города и его окрестностей состоялось в 1966 году.
Автором монумента является выпускница Краковской академии искусств Ядвига Янус.
На невысоком постаменте памятника установлены две стилизованные фигуры, представляющие советского и польского солдата с оружием в руках. Позади памятника — каменная стела с высеченными изображениями моментов сражений второй мировой войны и групп людей мирного труда и детей, возлагающих венки и цветы героям-освободителям.